# سیارک ۵۰۵۶
سیارک ۵۰۵۶ (به انگلیسی: 5056 Rahua، نامگذاری:1986RQ5) پنج هزار و پنجاه و ششمین سیارک کشف شده‌است که در ۹ سپتامبر ۱۹۸۶ کشف شد.
قدر مطلق سیارک برابر ۱۳.۵ است.